# OnePlus Nord CE4 Lite
OnePlus Nord CE4 Lite — смартфон середнього рівня, розроблений компанією OnePlus, що входить у серію Nord і є спрощеною версією OnePlus Nord CE4. Смартфон поділяється на індійську модель CPH2619 та міжнародну модель CPH2621, що відрізняються між собою об'ємом акумулятора та наявністю чипу NFC.
В Китаї індійська модель OnePlus Nord CE4 Lite була представлена під назвою Oppo K12x з різницею в основній камері, кольорових варіантах та більшій кількості конфігурацій пам'яті.

## Дизайн
Екран виконаний зі скла, а задня панель та бокові грані — з пластику.
Знизу розміщені роз'єм USB-C, динамік, мікрофон та 3.5 мм аудіороз'єм, а зверху — другий динамік. З лівого боку розміщений гібридний слот під 2 SIM-картки або 1 SIM-картку і карту пам'яті формату microSD до 2 ТБ, коли з правого боку розміщені кнопки регулювання гучності та кнопка блокування.
Смартфони доступні в наступних кольорах:
| OnePlus Nord CE4 Lite | OnePlus Nord CE4 Lite | OnePlus Nord CE4 Lite | OnePlus Nord CE4 Lite | Oppo K12x | Oppo K12x         |
| Міжнародний           | Міжнародний           | Індія                 | Індія                 | Oppo K12x | Oppo K12x         |
| Колір                 | Назва                 | Колір                 | Назва                 | Колір     | Назва             |
| --------------------- | --------------------- | --------------------- | --------------------- | --------- | ----------------- |
|                       | Super Silver          |                       | Super Silver          |           | Titanium Air Grey |
|                       | Mega Blue             |                       | Mega Blue             |           | Condensed Green   |
|                       |                       |                       | Ultra Orange          |           |                   |

## Технічні характеристики

### Платформа
Смартфони, як два попередні покоління, отримали процесор Qualcomm Snapdragon 695 з графічним процесором Adreno 619.

### Батарея
Міжнародна модель OnePlus Nord CE4 Lite отримала об'єм 5110 мА·год, а індійська модель OnePlus Nord CE4 Lite та Oppo K12x — 5500 мА·год. Всі моделі мають підтримку швидкої зарядки на 80 Вт та зворотної дротової зарядки на 5 Вт. Також на певних ринках OnePlus Nord CE4 Lite поставляється без зарядного пристрою.

### Камера
Смартфони отримали основну подвійну камеру із ширококутним об'єктивом Sony LYT-600 з оптичною стабілізацією зображення у OnePlus Nord CE4 Lite або невідомого виробництва в Oppo K12x, які обидва мають роздільну здатність 50 Мп і діафрагму f/1.8, та сенсором глибини на 2 Мп з діафрагмою f/2.4.
Всі моделі отримали ширококутну фронтальну камеру на 16 Мп з діафрагмою f/2.4. Також основна та фронтальна камери вміють записувати відео в роздільній здатності 1080p@30fps. 

### Екран
Екран AMOLED, 6,67", FullHD+ (2400 × 1080) зі щільність пікселів 395 ppi, співвідношенням сторін 20:9, частотою оновлення дисплея 120 Гц, та круглим вирізом під фронтальну камеру, що знаходиться зверху в центрі. Також під дисплей вбудовано оптичний сканер відбитків пальців.

### Звук
Смартфони отримали два мультимедійні динаміки, розташовані на верхньому та нижньому торцях, що утворюють стереопару.

### Пам'ять
OnePlus Nord CE4 Lite на міжнародному ринку доступний тільки в конфігурації 8/256 ГБ, а в Індії він також доступний в конфігурації 8/128 ГБ. В цей же час Oppo K12x доступний в конфігураціях 8/256 ГБ, 12/256 та 12/512 ГБ.

### Програмне забезпечення
OnePlus Nord CE4 Lite був випущений на OxygenOS 14, а Oppo K12x — на ColorOS 14. Обидві оболонки працюють на базі Android 14.